# فن بدائي
الفن البدائي هو الفن الذي مارسته جميع الشعوب البدائية التي أبقتها شروط حياتها في حالة بدائية حتى اليوم، كما هي الحال في إفريقية وأوقيانوسية وبعض أجزاء أمريكة الجنوبية، ويمكن أن تكون آثار الفن البدائي المعروفة اليوم قد صُنعت في الماضي البعيد أو أن نماذج تقليدية منها قد صُنعت في زمن قريب.
ويفضّل بعض علماء الأجناس تسمية المجتمعات البدائية التي ينتمي إليها الفن البدائي بالمجتمعات اللاصناعية، أو المجتمعات التي لا تعرف الكتابة (الأمية)، أو القبلية وما إلى ذلك.
من أقدم الفنون البدائية عثر عليها في مغارة لاسكو بجنوب فرنسا ويرجع تاريخها إلى نحو 35000 عام، حيث قام الإنسان الأول في العصر الحجري القديم برسم حيوانات كان يقوم بصيدها مثل الثيران والغزلان وغيرها. كما عثر حديثا على مغارة أقدم منها يرجع تاريخها إلى 37000 سنة خلت وهي مغارة «آبري كاستانت» أيضا في جنوب فرنسا وتبعد نحو 400 كيلومتلا من مغارة لاسكو . وقد اكتشفت الرسومات على جدران المغارة عام 2007 وهي تبين رسومات كاملة لحيوان يظهر منه الرأس ووالرجلان الأماميتان وجزء من البدن، وتعتبر أقدم رسومات عثر عليها قام بها البشر الأوائل عندما كانو صيادين، فيما يعتبر فن البوشمان أحد الفنون البدائية، والذي يرجع لشعب البوشمان في أفريقيا.

## العلاقة بين الفن البدائي وفنون ما قبل التاريخ
تستوجب دراسة الفن البدائي عدم مزجه بفن ما قبل التاريخ مع تشابه التقنية والمواد التي استعملت في كل منهما، إضافة إلى نواحي الاستعمال، وذلك لأن شروطاً مختلفة قد واكبت فن ماقبل التاريخ، وأدت إلى تطوره في الزمان والمكان تبعاً للمناطق التي نشأ فيها ومنها حوضا الفرات والنيل.
ويتصل مدلول الفن البدائي بناحيتين: 
- ناحية دينية: وهي ذات طبيعة اجتماعية مرتبطة بالسحر والطب.
- ناحية استعمالية: وتخص المأكل والملبس والمأوى.

وقد تبين أن ثقافات شعوب المجتمعات البدائية لم تتطور مع الزمن، كما تطورت معارف الإنسان لدى المجتمعات البشرية المتطورة التي انتقلت من المهارات البسيطة إلى مهارات وتقنيات أكثر تعقيداً وصولاً إلى المجتمعات الصناعية والمعلوماتية اليوم. والرسوم والرموز التي مثلها الفن البدائي وفن ما قبل التاريخ على السواء تستلزم التقويم من ناحيتي الشكل الفني الجمالي والمضمون الإنساني والتاريخي. 

وترتبط صيغ هذا الفن بمعرفة الأساطير وطقوس العبادة. ولكي تُفهم آثار الفن البدائي لابد من الكشف عن العقلية البدائية التي تجعل هذه الشعوب تعيش أسلوب حياة من طبيعة خاصة، هذا الأسلوب الذي خلف فنوناً على شكل تحفٍ مكتملة يمكن إخضاعها لقوانين الفن الأساسية في مفهومها المعاصر، فمع تقنياتها البسيطة تبدو صيغتها معبرة ببساطة عن الواقع المحيط والبيئة المتقشفة التي أُنتجت فيها. 

وتمثلت هذه التحف في النحت والحفر على الخشب والعظام والتلوين على الجلود ولحاء الخشب، ومن هذه التحف أيضاً ما كان يقدّم هدايا لما استعمل فيه من قرون الرنة والغزال مزينة بأوراق الغار وريش الطيور الملونة والزهور البرية. ويعتقد الباحثون أن تلك الرسومات كانت لصيادين لحيوان الرنة .
وتَبيّن أيضاً أن الفن رافق الإنسان البدائي منذ العصر الحجري الأوسط (ميزوليتيك 12000-6000 ق.م)، وأن سكان العالم في تلك الحقبة كانوا يعيشون بطريقة متشابهة. 

و ظهرت حضارات قديمة أخرى واكبت فنونها الفن البدائي في كهوف، مثل «لاسكو» Lascaus في فرنسا وألتاميرا Altamira في إسبانية، اكتشفت فيها مجموعة من الأدوات وصورالحيوانات المألوفة آنذاك مثل الثيران الأمريكية (البيزون ـ Bisons) والخيول والثيران والرنة والخنازير والطيور مرسومة على جدران تلك الكهوف، وهي تبدو اليوم أكثر تطوراً مقارنة بغيرها من فنون الإنسان القديم، ويسعى المتذوقون والمتخصصون لمشاهدتها ودراستها حتى جاز القول إن رسوم البدائيين في مغاور لاسكو لاتقل شأناً عن رسوم مايكل انجلو في كنيسة السيستين Sixtine مما يؤكد أن إبداع البشرية الفني وعبقريتها لايسيران وارتقاء المستوى التقني للحضارة سيراً مطرداً.
مابرح الإنسان البدائي وإنسان الغابة الصياد بوشمان Boschimans يعيشان حتى اليوم في إفريقية وأوقيانوسية. 

واهتم الإنسان المعاصر بفنونهما وقاربها بالفنون الشعبية التقليدية وأساليبها التراثية، ويستشف من عناصرها الأساسية صفاء التعبير وبساطة النموذج. 

وقد جذبت هذه الميزات أيضاً فنان القرن العشرين الذي حاول التمرد على الواقع ومال إلى العودة إلى البدائية باحثاً عن حريته التعبيرية بعيداً عن التقنية كي ينظر إلى العالم نظرة عفوية، وفي هذا إقرار مباشر بالخصائص الإيجابية للفن البدائي ولفن الأطفال الذي أحدث تأثيراً مباشراً في عمل الفنانين الحديثين في حركة واعية للعودة إلى سذاجة النظرة الطفولية والبساطة البدائية.
ويذكر مؤرخ الفن الحديث هربرت ريد أنه: «يمكننا أن نعرف طبيعة الفن الجوهرية من تجلياته الباكرة عند الإنسان البدائي وعند الطفل، فالإنسان البدائي والطفل لايفرقان بين الواقعي واللاواقعي، فالفن عند هؤلاء ليس خالياً من الغرض وليس أمراً عرضياً على كل حال». 

ويرى ريد أن للفن البدائي دلالة على أهميته العملية القصوى مما حصر استخدامه لدى الجماعة بالكاهن، ومهبط الوحي والوسيط الذي يجلب للقبيلة الخصب والبركة، ويعبر بالفن التشكيلي، عن الأحاسيس الأولية البديهية. 

ويتضح هنا أيضاً سر التشابه في الفنون البدائية في المناطق المختلفة.
الفن البدائي في إفريقية  P.Picasso.

## سمات الفن البدائي
- بدأ بالرسم والنحت قبل المقدرة على الكلام وبناء النسيج اللغوي.
- يتسم بالتلقائية والبساطة، ويركز على إظهار الحركة.
- رسم عام لا يلتفت للتفاصيل الصغيرة.
- تغلب عليه الصرامة والخطوط الخارجية المرسومة بحدة.
- لا يتبع أي قواعد للمنظور، بل تكون رسوماته معتمدة بالكامل على خياله وتصوره البسيط عن البيئة المحيطة.
- يركز على القوام الإنساني والحيواني، وبعض الرموز والزخارف البدائية.
- إلى جانب كونها وسيلة للتعبير، فقد كانت أيضًا وسيلة للترهيب أو استجابة لطقوس معينة.[4]

## فن فطري

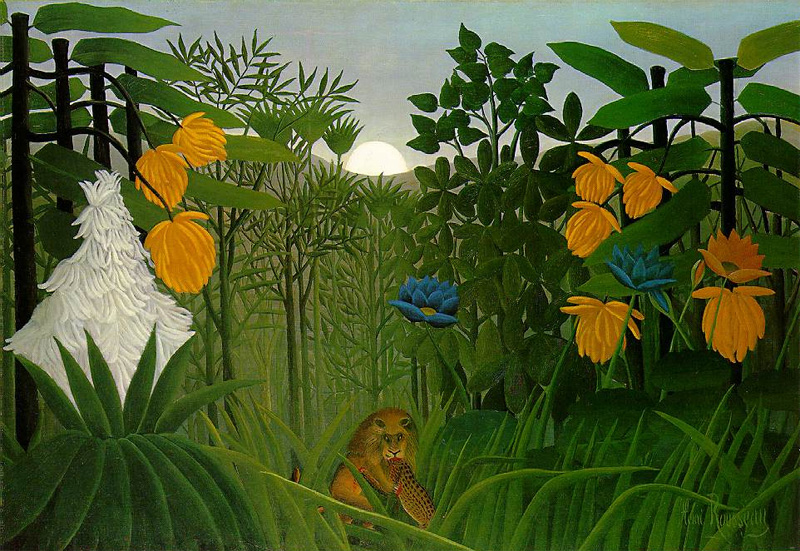
هنري روسو - 1907 - نموذج على الفن البدائي

أظهر الكثير من الفنانين المعاصرين ميلاً للاستفادة من الأسلوب الجمالي الشعبي في الفن البدائي، فقد مال بول غوغان  P.Gauguin إلى الفطرية والرمزية مستوحياً الفن البدائي لجزر هاواي، وكذلك يلاحظ أثر الفنون البدائية في لوحات فناني النزعة الوحشية (بالإنجليزية: Fauvisme) ولوحات هنري روسو H.Rousseau وبابلو بيكاسو الذي استعار عناصر من النحت الإفريقي وخاصة العيون المفتوحة وملامح الوجوه المشابهة للأقنعة وفهم المنظور فهماً خاصاً، ويظهر ذلك في لوحة «فتيات أفينيون» التي حددت انطلاقة بيكاسو في الفن التكعيبي. 

وكذلك تواصل كل من جماعتي الفارس الأزرق (بالألمانية: Der Blaue Reiter) وجماعة القنطرة /الجسر (بالألمانية: Die Brüke) الألمانيتين والفن البدائي وفن ما قبل التاريخ.
كما برز الفن الفطري عربيا من خلال أعمال الفنان الفلسطيني المتوفي سنة 1984 إبراهيم غنام، وأشهرها لوحة الحصاد أو البيادر.